# Saint-Christol (Ardèche)
 Saint-Christol  es una población y comuna francesa, ubicada en la región de Ródano-Alpes, departamento de Ardèche, en el distrito de Tournon-sur-Rhône y cantón de Le Cheylard.

## Demografía
| 248 | 216 | 174 | 145 | 116 | 92 |
| Para los censos de 1962 a 1999 la población legal corresponde a la población sin duplicidades (Fuente: INSEE [Consultar]) |     |     |     |     |    |